# 230er
Portal Geschichte | Portal Biografien | Aktuelle Ereignisse | Jahreskalender | Tagesartikel

◄ |
2. Jh. |
3. Jahrhundert
| 4. Jh. | ►

◄ |
200er |
210er |
220er |
230er
| 240er | 250er | 260er | ►

230 |
231 |
232 |
233 |
234 |
235 |
236 |
237 |
238 |
239

## Ereignisse
- 231: Der Sassanidenherrscher Ardaschir I. beginnt den Kampf mit Rom, um Nordmesopotamien unter seine Herrschaft zu bringen.
- 232: Plotin, ein griechischer Philosoph und Begründer des Neuplatonismus, beginnt das Studium der Philosophie in Alexandria.
- 233: Kaiser M. Aurelius Severus Alexander bricht seinen Persienfeldzug ab und marschiert gegen die Germanen, die in römische Grenzprovinzen von Raetien und Obergermanien einfielen.
- 234: Zhuge Liang, der Premierminister und Regent des chinesischen Shu-Kaiserreichs, stirbt. Die Macht von Shu verfällt.
- März 235: Der römische Kaiser Severus Alexander wird in Mainz von Soldaten erschlagen, die Maximinus Thrax zum neuen Kaiser erheben. Beginn der Zeit der Soldatenkaiser und der Reichskrise des 3. Jahrhunderts.
- um 235: Römisch-Germanische Schlacht am Harz (Harzhornereignis).[1]